# Protesi combinata
La protesi combinata è un tipo di protesi dentaria che prevede al contempo una parte fissa, non rimovibile dal paziente, e da una parte mobile (estraibile dal paziente) che può risultare o meno dotata di una lieve mobilità.

## Indicazioni
Viene indicata normalmente soprattutto in caso di complicazioni parodontali che non permettono l'uso di applicazioni fisse. 

## Controindicazioni
La protesi combinata non deve essere utilizzata:
- In persone che hanno denti con corone cliniche corte
- In persone che hanno denti stretti vestibolo – lingualmente
- In persone che hanno denti la cui polpa è estremamente ampia.